# آرایشگر سویل (فیلم ۱۹۴۴)
آرایشگر شهر سویل (انگلیسی: The Barber of Seville) دهمین انیمیشن کوتاه از سری کارتونی دارکوب زبله است که سال ۱۹۴۴ منتشر شد.